# Pietro Lasena
Pietro Lasena (ou La Sena, né en 1590 à Naples et mort le 3 septembre 1636 à Rome) est un jurisconsulte et philologue italien d’origine française.

## Biographie
Pietro Lasena naquit à Naples en 1590 d'une famille française. Son père, Normand d’origine, s’était établi dans le royaume de Naples, où il était venu à l’occasion des guerres d'Italie. Les premières études du jeune La Sena furent plutôt tournées vers la chicane que vers la littérature ancienne : mais quand il eut une fois goûté les charmes de celle-ci, il s’y livra avec passion. Possédant un honnête patrimoine, il exerçait les fonctions de jurisconsulte avec un rare désintéressement. Comme littérateur, il était l’oracle de tous ceux qui recouraient à lui pour le consulter sur leurs ouvrages. Aussi jouissait-il à Naples de la plus grande considération, quand Jean-Jacques Bouchard, de Paris, attaché en qualité de gentilhomme au cardinal Barberini, à Rome, le décida, en 1634, à se retirer des affaires, et à transporter sa demeure dans la capitale du monde chrétien. La Sena y fut reçu avec la distinction due à son mérite, et logé au Vatican. Ce fut là qu’une fièvre bilieuse l’enleva, à la fleur de son âge, le 3 septembre 1636.

## Œuvres
On a de lui :
- des Bigarrures, ou Mélanges philologiques (Vergati), Naples, 1616, in-8° ;
- Homeri Nepenthes, seu de abolendo luctu liber, Lyon, 1624, in-8°. Il a été recueilli dans le Thesaurus antiquitatum græcarum de Gronovius, t. 2. Pierre Petit, de qui Grævius a publié un opuscule sur le même sujet, Utrecht, 1689, in-8°, reproche à La Sena, et avec raison, l’abus des digressions et des hors-d’œuvre ; mais ces digressions prouvent des connaissances très-variées et très-étendues, connaissances dont l’auteur a tort néanmoins de se vanter dans le titre de son livre, qu’il qualifie de Opus doctrina et eruditione refertum.
- Cleombrotus, sive de iis qui in aquis pereunt philologica dissertatio, Rome, 1637, in-18°. La catastrophe d’une flottille napolitaine dans le golfe de Gênes, en 1635, donna naissance à ce traité, que l’auteur lut dans une société littéraire à Rome, et qui n’a paru qu’après sa mort. Holstenius le caractérise à bon droit plenum reconditissimæ eruditionis (Epistolæ ad diversos, p. 499, Paris, 1817). Ce savant se plaît dans ses lettres à rendre justice au mérite distingué de La Sena, et il se loue des services qu’il en avait reçus.
- Dell’antico ginnasio napoletano, Rome, 1611, in-4° ; réimprimé par les soins de Giuseppe Valletta, Naples, 1688, in-4°.

Dans son activité littéraire, La Sena avait projeté plusieurs autres ouvrages ou traités qu’il a laissés partie achevés, partie incomplets. On peut regretter que, dans le nombre des premiers, ses deux dissertations De lingua hellenistica, qu’il avait dédiées au cardinal Barberini, n’aient pas vu le jour. Parmi les autres étaient Archytæ fragmenta cum notis. La liste des uns et des autres se trouve à la tête de son Cleombrotus, et à la suite de Petri La Senæ vita, a Joanne-Jacobo Buccardo conscripta, Rome, 1637, in-12 de 16 pages. L’épitaphe latine qui se lit à Rome dans l’église Sant'Andrea della Valle, sur le tombeau de La Sena, est du même Bouchard. Une autre Vie de La Sena se trouve en tête de la deuxième édition de son ouvrage sur le gymnase de Naples.